# Acacia unguicula
Acacia unguicula é uma espécie de leguminosa do gênero Acacia, pertencente à família Fabaceae.